# Gunigollahalli, Tumkur
Gunigollahalli là một làng thuộc tehsil Tumkur, huyện Tumkur, bang Karnataka, Ấn Độ.